# Fizička osobina
Fizička osobina je svaka osobina, koja je merena, čija vrednost opisuje stanje fizičkog sistema. Promene u fizičkim osobinama sistema se mogu koristiti za opis njegove transformacije ili evolucije između njenih trenutnih stanja Kvantitativno fizičko svojstvo se naziva fizička veličina.
Fizičke osobine se često karakterišu kao intenzivna i ekstenzivna svojstva. Intenzivna svojstva ne zavise od veličine ili zapremine sistema, niti od broja materije u objektu, dok ekstenzivna svojstva pokazuju aditivni odnos. Ove klasifikacije u celini su validne samo u onim slučajevima, kada manje jedinice uzorka ne formiraju interakcije u datom fizičkom ili hemijskom procesu, ili u kombinaciji.
Osobine se takođe mogu klasifikovati s obzirom na pravac njihove prirode. Na primer, svojstva izotropa se ne menjaju u zavisnosti od pravca posmatranja, tako i аnizotropska svojstva imaju prostorne disperzije.
Može biti teško da se utvrdi da li je data osobina svojstvo materijala ili ne. Boja, na primer, može se posmatrati i meriti, međutim, ono što neko doživljava kao boju je zapravo interpretacija refleksnih svojstava površine i svetla koje se koristi da se osvetli. U tom smislu, mnoge prividne fizičke osobine se nazivaju dodatnim. Dodatna svojstva su ona koja su stvarna, mada sekundarna nekim drugim fundamentalnim svojstvima. To je slično tome da su objekti nadopuna atomske strukture. Šolja može da ima fizička svojstva mase, oblika, boje, temperature, etc, međutim ta svojstva su nadopuna atomske strukture objekta, koja je bazirana na kvantnoj strukturi.
Fizičke osobine su u suprotnosti sa hemijskim osobinama, koje određuju način kako se materijal ponaša u hemijskoj reakciji.

## Literatura
- Cesare Emiliani (1987). Dictionary of the Physical Sciences: Terms, Formulas, Data. Oxford University Press. ISBN 978-0-19-503651-0.
- Robert A. Meyers (2001). Encyclopedia of Physical Science and Technology (3rd изд.). Academic Press. ISBN 978-0-12-227410-7.

## Spoljašnje veze
- Izvori podataka fizičkih i hemijskih osobina Архивирано на веб-сајту  (4. август 2011) – Spisak literature koja pokriva nekoliko hemijskih i fizičkih osobina  različitih materijala